# Obra (ort i Indien, Uttar Pradesh)
Obra är en ort i Indien.   Den ligger i delstaten Uttar Pradesh, i den centrala delen av landet, 700 km sydost om huvudstaden New Delhi. Obra ligger 205 meter över havet och antalet invånare är 56 110.
Terrängen runt Obra är platt. Runt Obra är det ganska tätbefolkat, med 239 invånare per kvadratkilometer. Obra är det största samhället i trakten. I omgivningarna runt Obra växer huvudsakligen savannskog.